# Braziliaanse Onafhankelijkheidsoorlog
De Braziliaanse Onafhankelijkheidsoorlog was een oorlog die van 1822 tot 1824 plaatsvond tussen het Verenigd Koninkrijk van Portugal, Brazilië en de Algarve enerzijds en Brazilië anderzijds. De oorlog resulteerde in de onafhankelijkheid van Brazilië en de oprichting van het Keizerrijk Brazilië.

## Voorgeschiedenis
In het jaar 1807 namen de troepen van het Franse Keizerrijk Lissabon in. Hierop vluchtte de Portugese koninklijke familie naar Brazilië. Prins-regent Johan van Portugal benoemde Brazilië in 1815 tot koninkrijk in het nieuwe Verenigd Koninkrijk van Portugal, Brazilië en de Algarve. Pas zes jaar later keerde Johan terug naar Portugal. In Brazilië liet hij zijn zoon Peter achter om als regent op te treden. De situatie veranderde echter toen de Portugese Cortes eiste dat Peter naar Portugal zou komen en dat Brazilië en hun centrale overheid zouden sluiten. Dit verzoek stond voor de Brazilianen gelijk aan een terugkeer naar de koloniale tijd. Door een petitie die Peter werd aangeboden, besloot de prins om te blijven. Een poging van de Portugese generaal Jorge Avilez om Peter te doen terugkeren naar Portugal markeerde het begin van de onafhankelijkheidsoorlog.

## Verloop
Op 7 september arriveerde Peter na een rondreis in São Paulo en sprak aldaar de Cortes toe. Tijdens zijn toespraak riep hij de onafhankelijkheid van Brazilië uit. In het land braken hierop in de steden vele gevechten uit tussen de lokale milities en de Portugese garnizoenen. Ondertussen begon Peter met het nieuw vorm geven van het leger en de marine van Brazilië met behulp van een paar buitenlanders.
Portugal begon al snel met het sturen van versterkingen richting de voormalige kolonie. In steden zoals Salvador, Montevideo en São Luis wisten de Portugezen de gevechten te winnen van de milities, maar ze wisten niet te winnen in de binnenlanden van de guerrilla's. Op 12 oktober 1822 werd Peter uiteindelijk tot Keizer van Brazilië uitgeroepen en op 1 december volgde de daadwerkelijke kroning.
De vloot van de Brazilianen werd geleid door de voormalige Britse admiraal Thomas Cochrane. Onder zijn leiding werden de Portugezen uit de marine verwijderd en kwamen Brazilianen daarvoor in de plaats. Hij wist in een zeeslag op 4 mei 1823 de Portugese vloot een gevoelige nederlaag toe te brengen. Door het optreden van Cochrane kon er vanuit zee weinig druk meer worden uitgeoefend op het onafhankelijke Brazilië. Begin 1824 gaven de laatste Portugese troepen zich over.

### Belangrijke veldslagen
- Slag bij Jenipapo
- Slag van 4 mei
- Beleg van Salvador

## Nasleep
Het zou nog tot 1825 duren voor het Verdrag van Rio de Janeiro werd ondertekend tussen Brazilië en Portugal. Portugal erkende het keizerrijk, waarmee er formeel een eind aan de oorlog kwam. Toch zaten in het verdrag een paar punten waarvoor Brazilië concessies moest doen. Zo moest de Braziliaanse staat de oude Portugese bewoners van Brazilië enig leed die ze hadden geleden vergoeden. Een paar maanden later stierf echter Peters vader Johan VI en werd Peter ook koning van Portugal, maar in het belang van het Braziliaanse volk weigerde hij de Portugese kroon en gaf die aan zijn dochter Maria.